# 罗文皂站
罗文皂站位于山西省大同市阳高县罗文皂镇，邮政编码038102，建于1911年，是京包铁路大张段的一个车站。离北京站310公里，离包头站522公里。距上行车站天镇站14公里，距下行车站阳高站15公里。该站隶属太原铁路局大同铁路分局。办理客运业务（旅客乘降，行李、包裹托运）和货运业务（办理整车，不办理危险货物发到），为四等车站，本站及相邻上下行区间均为电气化区段。